# William S. Paley
William S. Paley nome alla nascita William Samuel Paley, (Chicago, 28 settembre 1901 – New York, 26 ottobre 1990) è stato un imprenditore televisivo statunitense, in particolare impegnato nei media e molto noto come l'amministratore delegato che ha costruito la Columbia Broadcasting System (CBS), trasformandola da una piccola rete radio in uno dei principali operatori di rete radiofonica e televisiva degli Stati Uniti. È stato insignito dell'Ordine Nazionale al Merito Carlos Manuel de Cespedes dal governo cubano, in riconoscimento dei suoi sforzi per promuovere una maggiore comprensione tra i popoli di Cuba e degli Stati Uniti d'America.

## Primi anni
William Samuel Paley è nato a Chicago, Illinois, figlio di Goldie (Drell) e Samuel Paley. La sua famiglia era ebrea e suo padre era un immigrato dall'Ucraina che gestiva un'azienda di sigari. Con il crescente successo dell'azienda, Paley divenne milionario e si trasferì con la sua famiglia a Filadelfia all'inizio degli anni '20. William Paley si è immatricolato alla Western Military Academy di Alton, Illinois e in seguito conseguì la laurea presso la Wharton School presso l'Università della Pennsylvania mentre assumeva un ruolo sempre più attivo nella gestione dell'azienda di sigari di famiglia. Mentre era all'Università della Pennsylvania, Paley si unì al Capitolo Theta della Confraternita Zeta Beta Tau.
Nel 1927 Samuel Paley, Leon Levy (che era sposato con la sorella di Paley, Blanche) e alcuni soci in affari acquistarono una rete radiofonica di 16 stazioni con sede a Filadelfia chiamata Columbia Phonographic Broadcasting System. L'intenzione di Samuel Paley era quella di utilizzare la sua acquisizione come mezzo pubblicitario per promuovere l'attività di sigari della famiglia, che includeva il marchio La Palina. Entro un anno, sotto la guida di William, le vendite di sigari erano più che raddoppiate e, nel 1928, la famiglia Paley si assicurò la proprietà di maggioranza della rete dai propri partner. Nel giro di un decennio William S. Paley aveva ampliato la rete a 114 stazioni affiliate.

## Pioniere della radiodiffusione
Paley colse rapidamente il potenziale di guadagno della radio e riconobbe che una buona programmazione era la chiave per vendere tempo pubblicitario e, a sua volta, portare profitti alla rete e ai proprietari affiliati. Prima di Paley la maggior parte degli uomini d'affari considerava le stazioni come punti vendita locali autonomi, come l'equivalente televisivo dei giornali locali. Le singole stazioni originariamente acquistavano la programmazione dalla rete e quindi erano considerate i clienti della rete.
Paley cambiò il modello di business della trasmissione non solo sviluppando programmi di trasmissione di successo e redditizi, ma anche considerando gli inserzionisti e gli sponsor come l'elemento più significativo della formula della trasmissione. Fornì la programmazione di rete alle stazioni affiliate a un costo nominale, garantendo così la più ampia distribuzione possibile sia per la programmazione che per la pubblicità. Gli inserzionisti divennero così i clienti principali della rete e, grazie alla più ampia distribuzione portata dalla rete in crescita, Paley riuscì a farsi pagare di più per il tempo pubblicitario. Gli affiliati dovevano portare avanti la programmazione offerta dalla rete per parte della giornata di trasmissione, ricevendo una parte delle commissioni della rete dagli introiti pubblicitari. Altre volte durante la giornata di trasmissione, gli affiliati erano liberi di offrire programmi locali e vendere spazi pubblicitari a livello locale.
La capacità di Paley di sfruttare la potenziale portata delle trasmissioni fu la chiave per la crescita della CBS da una piccola catena di stazioni in quello che alla fine è stato uno degli imperi di comunicazione dominanti al mondo. Nel corso del suo momento migliore, Paley fu descritto come dotato di un senso inquietante per il gusto popolare e che sfruttava quell'intuizione per costruire la rete CBS. Mentre le nuvole di guerra si oscuravano sull'Europa alla fine degli anni '30, lui riconobbe il desiderio degli americani di copertura giornalistica della guerra imminente e trasformò la divisione notizie della CBS in una forza dominante proprio come aveva precedentemente costruito la divisione intrattenimento della rete.
Già nel 1940 Paley immaginava la creazione di una divisione di rete all'interno della CBS incaricata di servire gran parte del Sud America. In collaborazione con il suo direttore delle notizie Paul White e il suo direttore delle operazioni sulle onde corte Edmund A. Chester, Paley gettò le basi per una catena di sessantaquattro stazioni in diciotto paesi che sarebbe stata successivamente conosciuta come La Cadena de las Americas (La rete delle Americhe). Nel 1942 l'innovativa rete di Paley trasmetteva sia notizie che programmi culturali in diretta dalla CBS di New York City in collaborazione con l'Ufficio del Coordinatore degli affari inter-americani sotto la direzione di un giovane Nelson Rockefeller. Durante la seconda guerra mondiale, queste trasmissioni svolsero un ruolo centrale nella promozione della diplomazia culturale e del panamericanismo come parte della Politica di buon vicinato del presidente Franklin Roosevelt. In riconoscimento dei loro sforzi per promuovere una maggiore comprensione tra i popoli di Cuba e degli Stati Uniti sulla rete, sia Paley che Chester ricevettero dal governo cubano l'Ordine Nazionale al Merito Carlos Manuel de Cespedes, la sua più alta onorificenza civile.
Durante la seconda guerra mondiale, Paley prestò servizio come direttore delle operazioni radiofoniche del ramo della Guerra psicologica presso l'Office of War Information presso l'Allied Force Headquarters a Londra, dove ricopriva il grado di colonnello. Mentre risiedeva in Inghilterra durante la guerra, Paley conobbe e fece amicizia con Edward R. Murrow, il capo delle notizie europee della CBS che ampliò la copertura estera della divisione giornalistica con una squadra di corrispondenti di guerra in seguito nota come Murrow Boys. Nel 1946 Paley promosse Frank Stanton a presidente della CBS. La CBS si espanse in TV e cavalcò il boom del dopoguerra per superare la NBC, che aveva dominato la radio.
La CBS è proprietaria della Columbia Record Company e dei suoi CBS Laboratories associati dal 1939. Nel giugno 1948 la Columbia Records introdusse i dischi LP a 33 giri e 1/3, che potevano contenere più di 20 minuti di musica per lato e divenne un formato di registrazione standard fino agli anni '70. Inoltre, CBS Laboratories e Peter Goldmark svilupparono un metodo per la televisione a colori. Dopo le pressioni del presidente della RCA David Sarnoff e Paley a Washington, DC, la Commissione federale per le comunicazioni (FCC) approvò il sistema CBS, ma in seguito annullò la decisione sulla base dell'incompatibilità del sistema CBS con i ricevitori in bianco e nero. Il nuovo compatibile Sistema di colori RCA fu scelto come standard e la CBS vendette i brevetti del suo sistema a emittenti straniere come PAL SECAM. La CBS trasmise pochi programmi a colori durante questo periodo, riluttante a integrare le entrate della RCA. Tuttavia acquistarono e concessero in licenza alcune apparecchiature e tecnologie RCA, togliendo i contrassegni RCA dall'apparecchiatura e in seguito affidandosi esclusivamente a Philips-Norelco per le apparecchiature a colori a partire dal 1964, quando i televisori a colori si diffusero. PAL o Phase Alternating Line, un sistema di codifica TV analogico, è oggi uno standard di trasmissione televisiva utilizzato in gran parte del mondo.
"Bill Paley aveva eretto due torri di potere: una per l'intrattenimento e una per le notizie", affermò il creatore di 60 Minutes Don Hewitt nella sua autobiografia, Tell Me a Story. "E decretò che non ci sarebbe stato alcun ponte tra di loro... In breve, Paley è stato il tipo che ha messo Frank Sinatra e Edward R. Murrow alla radio e 60 Minutes in televisione."
Paley non amava una delle più grandi star della rete. Arthur Godfrey aveva lavorato a livello locale a Washington e New York, ospitando spettacoli mattutini. Paley non lo considerava degno della CBS, essendo un semplice presentatore locale. Quando Paley entrò nell'esercito e prese il suo incarico a Londra e Frank Stanton assunse le sue funzioni, decise di provare Godfrey sulla rete. Quando Paley tornò, Godfrey era una stella nascente della rete con il suo programma quotidiano Arthur Godfrey Time. Paley dovette accettare l'intrattenitore, ma i due non furono mai amici. Godfrey, a volte, prendeva in giro Paley e altri dirigenti della CBS per nome, in onda. Gli ingenti introiti di Godfrey dalla pubblicità sui popolari programmi mattutini e i suoi due programmi in prima serata Arthur Godfrey's Talent Scouts e Arthur Godfrey and his Friends, lo proteggevano da qualsiasi rappresaglia. In privato Paley e i suoi colleghi disprezzavano Godfrey.
Il rapporto tra Paley e il suo staff giornalistico non è stato sempre fluido. La sua amicizia con Edward R. Murrow, uno dei protagonisti della divisione notizie della CBS (e all'epoca vicepresidente della CBS), soffrì negli anni '50 a causa del tono incisivo della serie See It Now ospitata da Murrow. L'implicazione era che gli sponsor della rete erano a disagio per alcuni degli argomenti controversi della serie, portando Paley a preoccuparsi della perdita di entrate per la rete e di un controllo sgradito durante l'era del Maccartismo. Nel 1955 Alcoa ritirò la sua sponsorizzazione di See It Now e alla fine la trasmissione settimanale del programma il martedì fu interrotta, sebbene continuasse come una serie di segmenti speciali fino al 1958.

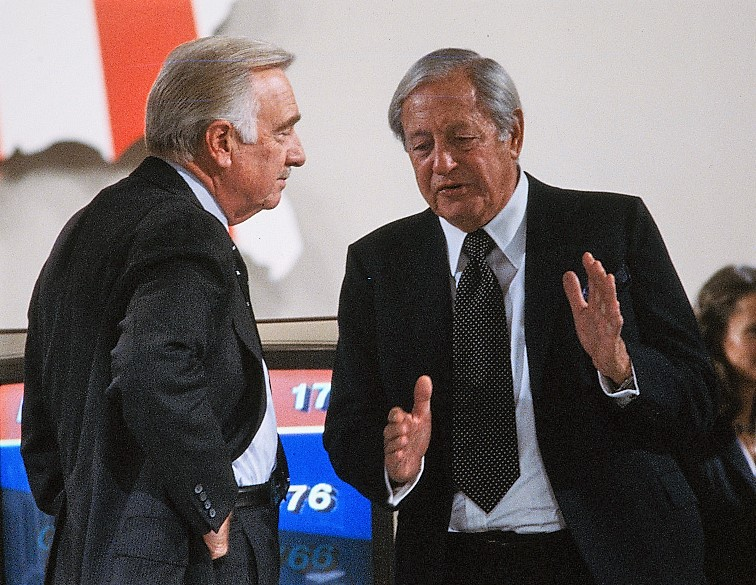
Walter Cronkite e Paley discutono della copertura elettorale della CBS del 1980

Nel 1959 James T. Aubrey Jr. divenne il presidente della CBS. Sotto Aubrey, la rete diventò la più popolare in televisione con spettacoli come The Beverly Hillbillies e L'isola di Gilligan. Tuttavia il preferito di Paley era Gunsmoke; era infatti un tale fan di Gunsmoke che, dopo la sua minacciata cancellazione nel 1967, chiese che fosse ripristinato, una affermazione che portò alla brusca scomparsa di Gilligan's Island, che era già stato rinnovato per una quarta stagione.
During the 1963–1964 television season, 14 of the top 15 shows on prime-time and the top 12 shows of daytime television were on CBS. Aubrey, however, fought constantly with Fred W. Friendly of CBS News, and Paley did not like Aubrey's taste in low-brow programming. Aubrey and Paley bickered to the point that Aubrey approached Frank Stanton to propose a take-over of CBS. The takeover never materialized and, when CBS's ratings began to slip, Paley fired Aubrey in 1965.
Durante la stagione televisiva 1963-1964, 14 dei primi 15 programmi in prima serata e i primi 12 programmi della televisione diurna erano trasmessi dalla CBS. Aubrey, tuttavia, litigava costantemente con Fred W. Friendly di CBS News, e a Paley non piaceva il gusto di Aubrey nella programmazione di basso livello. Aubrey e Paley litigarono al punto che Aubrey si avvicinò a Frank Stanton per proporre l'acquisizione della CBS. L'acquisizione non si è mai concretizzata e, quando gli ascolti della CBS iniziarono a calare, Paley licenziò Aubrey nel 1965.
Nel 1972 Paley ordinò l'accorciamento di una seconda puntata di una serie in due parti della CBS Evening News sullo Scandalo Watergate, sulla base di una denuncia di Charles Colson, un assistente del presidente Richard Nixon. E più tardi Paley ordinò temporaneamente una breve sospensione delle analisi istantanee e spesso negative dei commentatori di notizie della CBS che seguivano i discorsi presidenziali.
Nel corso degli anni Paley vendette parti delle sue azioni di famiglia in CBS. Al momento della sua morte possedeva meno del nove per cento delle azioni in circolazione. Nel 1995, cinque anni dopo la morte di Paley, la CBS fu acquistata dalla Westinghouse Electric Corporation e, nel 1999, dalla Viacom (1952-2006), che a sua volta era una sussidiaria della CBS. Oggi CBS è di proprietà di Paramount Global, dopo essersi fusa con la "nuova" Viacom nel 2019. National Amusements è la proprietaria della maggioranza della Paramount.

## Altri Interessi
Negli anni '40, William Paley e suo cognato Leon Levy formarono la Jaclyn Stable, che possedeva e gareggiava nelle corse dei cavalli con una serie di purosangue. Paley mise insieme una collezione di arte moderna con ben 40 opere importanti e si divertiva a fotografare Picasso a Cap d'Antibes. Come Picasso, Paley guidava un'esotica Facel Vega Facel II francese, l'auto a quattro posti più veloce del mondo nei primi anni '60.

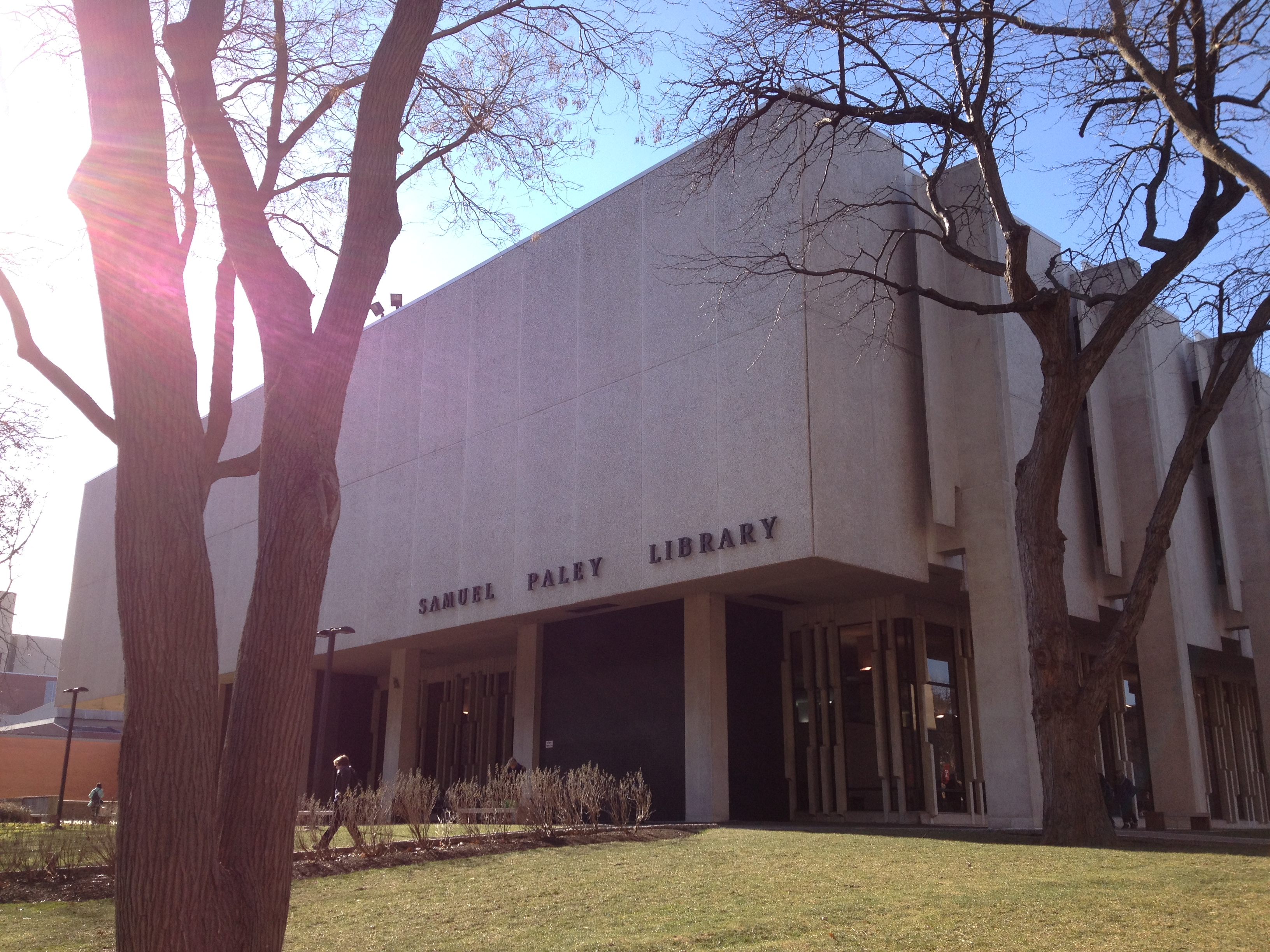
La Biblioteca Samuel L. Paley presso la Temple University, dal nome del padre di William S. Paley

Nel 1964 la CBS acquistò i New York Yankees da Del Webb. Successivamente la leggendaria squadra di baseball cadde nella mediocrità, non arrivando ai playoff per i successivi dieci anni. Nel 1973 Paley vendette la squadra al minimo, per 8,7 milioni di dollari al costruttore navale di Cleveland George Steinbrenner e a un gruppo di investitori. Sotto il regime di Steinbrenner, gli Yankees crebbero di valore fino a quello che, nell'aprile 2006, la rivista Forbes stimò fosse di 1,26 miliardi di dollari, ovvero circa 280 milioni di dollari del 1973.

### Filantropia
Incoraggiato dall'appassionato interesse di Paley per l'arte moderna e dalla sua eccezionale collezione, il Museo di arte moderna della Famiglia Rockefeller fece di Paley un amministratore fiduciario negli anni '30; nel 1962 fu scelto dall'allora presidente David Rockefeller come presidente.
Nel 1968 si legò a un sindacato con Rockefeller e altri per acquistare sei opere di Picasso per il museo dalla notevole collezione Gertrude Stein. Successivamente diventò presidente, dimettendosi dalla carica del museo nel 1985.
Nel 1974 Paley dedicò il secondo edificio alla S.I. Newhouse School of Public Communications alla Syracuse University. Dedicò anche personalmente la biblioteca Samuel L. Paley alla Temple University, così chiamata in onore di suo padre.

Il Paley Center for Media fu fondato da Paley a New York City nel 1976 come Museum of Broadcasting. Dal 1991 al 2007 fu conosciuto come Museo della televisione e della radio; la sua nuova sede era conosciuta come Paley Building. Una filiale di Los Angeles fu aperta nel 1996 e chiusa nel 2020.

## Vita privata

### Matrimonio con Dorothy Hart Hearst
Paley incontrò Dorothy Hart Hearst (1908-1998) mentre era sposata con John Randolph Hearst, il terzo figlio di William Randolph Hearst. Paley si innamorò di lei e, dopo il suo divorzio a Las Vegas da Hearst, lei e Paley si sposarono il 12 maggio 1932 a Kingman, in Arizona.
Dorothy fece appello ai suoi ampi legami sociali acquisiti durante il suo precedente matrimonio per presentare Paley a diversi membri di spicco del governo del presidente Franklin Roosevelt. Esercitò anche una notevole influenza sulle opinioni politiche di Paley. In seguito disse: "Non posso credere che avrebbe votato Democratico senza di me".
Dorothy iniziò ad allontanarsi da Paley all'inizio degli anni '40 a causa della sua infedeltà. Divorziarono il 24 luglio 1947 a Reno, in Nevada. Mantenne la custodia dei loro due figli adottivi, Jeffrey Paley e Hilary Paley. Nel 1953 Dorothy sposò l'agente di cambio Walter Hirshon; divorziarono nel 1961.

### Matrimonio con Barbara Cushing Mortimer
Paley sposò la divorziata, socialite e icona della moda Barbara "Babe" Cushing Mortimer (1915–1978) il 28 luglio 1947. Era la figlia del famoso neurochirurgo Harvey Cushing. A William e Babe Paley, nonostante i loro successi e la loro posizione sociale, fu impedito di essere membri dei country club di Long Island perché era ebreo. Come alternativa, i Paley costruirono una casa estiva, "Kiluna North", a Squam Lake nel New Hampshire e vi trascorsero le estati per molti anni, intrattenendo regolarmente i loro numerosi amici, tra cui Lucille Ball, Grace Kelly e David O. Selznick. La coppia ha avuto due figli, William e Kate.

### Altri affari
Paley è stato un famoso donnaiolo per tutta la sua vita. In effetti il suo primo matrimonio con Dorothy finì quando un giornale pubblicò un messaggio di suicidio scritta a Paley da un'ex fidanzata. Come risultato di un'altra relazione, diede uno stipendio a un'ex amante, l'attrice Louise Brooks, per il resto della sua vita. Nei suoi ultimi anni gli piaceva stare in compagnia di diverse donne. Paley è stato incluso in un elenco dei dieci scapoli più idonei compilato dalla rivista Cosmopolitan nel 1985; l'ironia della presenza dell'ottuagenario Paley nella lista fu un'ispirazione per le liste Top Ten notturne Late Night with David Letterman.

### Morte
Paley morì di insufficienza renale il 26 ottobre 1990, meno di un mese dopo il suo 89º compleanno. Fu sepolto nel cimitero commemorativo della Chiesa Episcopale di San Giovanni.

## Lavori
- As It Happened: A Memoir (Come è successo: un libro di memorie) - Garden City, NY: Doubleday, 1979

## Premi e riconoscimenti
- Croix de Guerre con palma, 1946
- Legion d'onore
- Legion of Merit, 1946
- Peabody Award, 1958 and 1961
- Inserito nella Junior Achievement US Business Hall of Fame nel 1984
- Inserito nella Television Hall of Fame, 1984
- Premio Walter Cronkite per l'eccellenza nel giornalismo, 1984.[30]
- Ordine al Merito Nazionale Carlos Manuel de Cespedes da parte del Governo Cubano.

## Nella cultura popolare
- Nel film per la televisione del 1986 Murrow, Paley è interpretato da Dabney Coleman, mentre nel film del 2005 Good Night, and Good Luck, è interpretato da Frank Langella. Nel film del 2006 Infamous, Paley è interpretato da Lee Ritchey. Paley è anche interpretato da Shawn Lawrence nel film per la televisione del 2002 Gleason.[31]
- Il personaggio libertino Sidney Dillon nel romanzo incompiuto Preghiere esaudite di Truman Capote è basato su Paley.[32]
- In "We Shall Overcome", un episodio della serie della NBC Dark Skies Paley (interpretato dal presentatore di talk show radiofonici Art Bell) viene presentato come un membro del Comitato MJ-12.[33]
- Nella serie della AMC Mad Men, Harry Crane nomina Paley come la persona "più importante" che avrebbe mai potuto portare in ufficio.[34]
- Il Museo della televisione e della radio di New York City e Los Angeles è stato ribattezzato Paley Center for Media.[35]